# خزمزام
الكلورس أو خزمزام (الاسم العلمي: Chloris) هو جنس من النباتات يتبع الفصيلة النجيلية من رتبة القبئيات.

## أنواع الكلورس
- كلورس إكماني
- كلورس أقطع
- كلورس أليف الملح
- كلورس بوليفي
- كلورس تكساني
- كلورس جبلي
- كلورس جوبي
- كلورس خيطي الشكل
- كلورس ذو زهرة ونصف
- كلورس رملي
- كلورس شاذ
- كلورس شبه كليل
- كلورس شعاعي
- كلورس شعري
- كلورس صليبي
- كلورس عصوي
- كلورس عنقودي
- كلورس غاياني
- كلورس فاتح
- كلورس فلقي
- كلورس فورموزي
- كلورس قاسي
- كلورس قزمي
- كلورس قلنسوي
- كلورس كليمنتي
- كلورس كوبي
- كلورس لحوي
- كلورس متشعب
- كلورس متقارب
- كلورس مجدول
- كلورس محمر
- كلورس مرتفع
- كلورس مروحي
- كلورس مشطي
- كلورس منتفخ
- كلورس منفي
- كلورس ميرنسي
- كلورس هدبي
- كلورس همبرتي
- كلورس وودي